# Kėdainių Arena

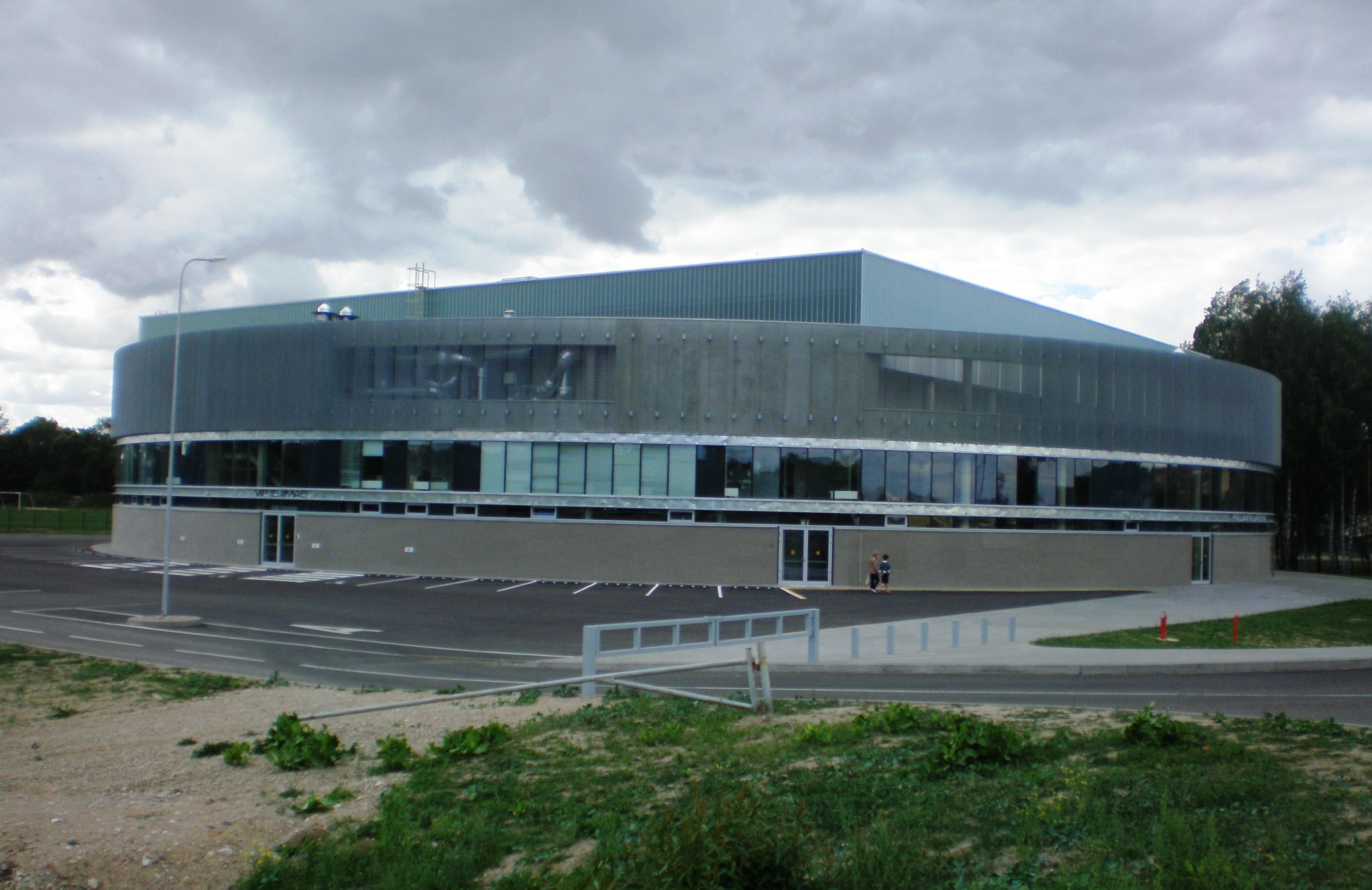
Kėdainių arena

Die Kėdainiai Arena (litauisch Kėdainių arena) ist eine multifunktionale Arena in Kėdainiai zwischen dem Kėdainiai-Stadion und dem Fluss Nevėžis in Litauen. Sie wurde am 5. August 2013 eröffnet. Die Arena wurde von einem örtlichen Unternehmen dem Düngerproduzent AB Lifosa (dem Tochterunternehmen der russischen Chemiegesellschaft EuroChem) gebaut und finanziert und dann der Rajongemeinde Kėdainiai geschenkt.
Arena wurde 2013 eröffnet beim Wettbewerb zwischen litauischen und belgischen Basketballmannschaften. Das Spiel wurde von Litauen gewonnen. In der Arena gibt es 2200 Sitzplätze beim Basketball und 3000 Sitze beim Konzert.